# Aphis coronopifoliae
Aphis coronopifoliae är en insektsart. Aphis coronopifoliae ingår i släktet Aphis och familjen långrörsbladlöss. Inga underarter finns listade i Catalogue of Life.